# Wesley Ruggles
Wesley Heinsch Ruggles (Los Angeles, 11 juni 1889 – Santa Monica, 8 januari 1972) was een Amerikaans filmregisseur, producent en acteur.

## Levensloop
Wesley Ruggles begon zijn filmcarrière als figurant in films van Charlie Chaplin. In de jaren 30 en 40 regisseerde en produceerde hij zelf films in uiteenlopende genres. Hij legde zich vooral toe op romantische komedies. Ruggles draaide ook de western Cimarron, die in 1931 de Oscar voor beste film won. Hij werd voor de prent zelf genomineerd voor de Oscar voor beste regie.
Ruggles stierf in 1972 op 82-jarige leeftijd. Zijn broer Charles Ruggles was eveneens acteur.

## Filmografie (selectie)

### Acteur
- 1915: A Submarine Pirate
- 1916: A Burlesque on Carmen
- 1916: The Pawnshop
- 1916: Behind the Screen

### Regisseur
- 1917: Outcast
- 1919: The Winchester Woman
- 1920: The Leopard Woman
- 1920: Love
- 1921: Uncharted Seas
- 1921: The Greater Claim
- 1922: Wild Honey
- 1923: Mr. Billings Spends His Dime
- 1923: The Remittance Woman
- 1923: The Heart Raider
- 1924: The Age of Innocence
- 1925: The Plastic Age
- 1925: Broadway Lady
- 1926: A Man of Quality
- 1927: Beware of Widows
- 1927: Silk Stockings
- 1928: Finders Keepers
- 1929: Scandal
- 1929: Street Girl
- 1929: Condemned
- 1930: Honey
- 1931: Cimarron
- 1931: Are These Our Children
- 1932: Roar of the Dragon
- 1932: No Man of Her Own
- 1933: The Monkey's Paw
- 1933: College Humor
- 1933: I'm No Angel
- 1934: Bolero
- 1934: Shoot the Works
- 1935: The Gilded Lily
- 1935: The Bride Comes Home
- 1935: Accent on Youth
- 1936: Valiant Is the Word for Carrie
- 1937: I Met Him in Paris
- 1937: True Confession
- 1938: Sing You Sinners
- 1939: Invitation to Happiness
- 1940: Too Many Husbands
- 1940: Arizona
- 1941: You Belong to Me
- 1942: Somewhere I'll Find You
- 1943: Slightly Dangerous
- 1946: London Town